# تارمو سومره
تارمو سومره (استونیایی: Tarmo Soomere؛ زادهٔ ۱۱ اکتبر ۱۹۵۷) ریاضی‌دان و دانشمند دریایی اهل استونی است. وی از سال ۲۰۱۴ رئیس آکادمی علوم استونی است.